# Parafia Matki Bożej Nieustającej Pomocy w Krynicy-Zdroju
Parafia pw. Matki Bożej Nieustającej Pomocy – rzymskokatolicka parafia znajdująca się w Krynicy-Zdroju. Parafia należy do diecezji tarnowskiej i dekanatu Krynica-Zdrój. Erygowana w 1951 r.